# Ефан Екоку
Ефан Екоку (англ. Efan Ekoku, нар. 8 червня 1967, Манчестер) — нігерійський футболіст, що грав на позиції нападника.
Виступав, зокрема, за «Вімблдон» та «Грассгоппер», а також національну збірну Нігерії, з якою був володарем Кубка африканських націй, а також учасником чемпіонату світу та Кубка конефедерацій.

## Клубна кар'єра
Народився 8 червня 1967 року в Чітем-Гіллі, передмісті Манчестера. Вихованець футбольної школи клубу «Саттон Юнайтеда».
Почав професійну кар'єру в «Борнмуті», що вилетів у Третій дивізіон Футбольної ліги, під керівництвом Гаррі Реднаппа. Дебютував у  футбольній лізі Англії в сезоні 1990/91, провів 20 матчів і забив три м'ячі. У наступному сезоні відзначився 11 разів у 28 іграх.
26 березня 1993 перейшов у «Норвіч Сіті» за 500 тисяч фунтів, коли команда боролася за титул під керівництвом Майка Волкера. Забив три м'ячі в десяти матчах. Команда поступилася чемпіонством «Манчестер Юнайтед», проте третє місце гарантувало участь у Кубку УЄФА.
Екоку став автором першого голу «Норвіча» в єврокубках в історії в матчі проти нідерландського «Вітесса» 15 вересня 1993 року. Десять днів по тому він оформив покер в грі проти «Евертона» на «Гудісон Парк». Команда здобула перемогу з рахунком 5:1, а Екоку став першим футболістом, який забив більше трьох м'ячів за гру в історії Прем'єр-Ліги. Всього ж за сезон він відзначився 12 разів у 27 іграх.
14 жовтня 1994 року перейшов у «Вімблдон», де повинен був стати заміною Джону Фашану як партнер по атаці Діна Холдсворта. У першому сезоні став найкращим бомбардиром команди, забивши дев'ять м'ячів, а «Вімблдон» був визнаний одним з найбільш незручних суперників ліги. У сезоні 1995/96 забив сім м'ячів, а наступного розіграшу знову був лідером по забитим м'ячам: на його рахунку виявилося 11 голів, а його команда стала восьмою і досягла півфіналів обох кубків.
Наступні два сезони були менш успішними, і 27 серпня 1999 року Екоку придбав швейцарський «Грассгоппер» на запрошення англійського тренера Роя Годжсона. Раніше у футболіста були пропозиції від «Евертона», «Лестер Сіті», «Ноттінгем Форест» та «Саутгемптона», але «Вімблдон» його не відпустив.
Перший сезон у Швейцарії був досить успішним: Екоку відзначився 16 разів у 21 матчі, хоча команда не домоглася істотних успіхів. Після цього він провів за «Грассхоппер» ще 7 ігор, і 20 жовтня 2000 року став футболістом «Шеффілд Венсдей». Екоку потрапив на" Гіллсборо через кілька місяців після вильоту команди з Прем'єр-ліги, коли «сови» боролися за виживання в другому за силою дивізіоні. Сім голів у 32 матчах допомогли команді врятуватись, закінчивши сезон на 17-му місці. У наступному сезоні ситуація повторилася — нігерієць забив 7 голів, а клуб не понизився у класі. Тим не менше, йому не вдалося врятувати «Шеффілд» в катастрофічному сезоні 2002/03, коли клуб все-таки потрапив у Другий дивізіон, оскільки сам Ефан в тому році за команду не грав і ще до завершення сезону в березні 2003 року на правах вільного агента перейшов у «Брентфорд», який покинув наприкінці сезону, так і не зігравши жодного матчу.
Завершив професійну ігрову кар'єру у ірландському клубі «Дублін Сіті», за який виступав протягом 2004 року.
У 2012 році включений до Зали слави «Норвіч Сіті».

## Виступи за збірну
З 1994 року став виступати у складі національної збірної Нігерії, країні народження своїх батьків. І того ж року поїхав з командою на Кубок африканських націй 1994 року у Тунісі, здобувши того року титул континентального чемпіона, втім зіграв на турнірі лише в одній грі проти Заїру (2:0), провівши 60 хвилин. Влітку того ж року поїхав і на чемпіонату світу 1994 року у США, але на поле не виходив.
Наступного року поїхав з командою на Кубок Короля Фахда 1995 року в Саудівській Аравії, зайнявши 4-те місце.

## Особисте життя
Його старший брат, Ебі Екоку, — колишній британський легкоатлет, який також грав у регбіліг за «Лондон Крусейдерз». Інший брат Нко грав у футбол в англійських нижчолігових напівпрофесійних клубах «Герроу Боро», «Саттон Юнайтед» і «Вортінг».

## Титули і досягнення
- Переможець Кубка африканських націй: 1994